# Sophie de Marbois
Pour les articles homonymes, voir Marbois (homonymie).
Sophie de Marbois, par son mariage Sophie Lebrun, duchesse de Plaisance, est née à Philadelphie, aux États-Unis, le 2 avril 1785 et décédée à Athènes, en Grèce, le 14 mai 1854. Épouse d'Anne-Charles Lebrun, c'est une personnalité du Consulat et du Premier Empire. Installée en Grèce après 1830, elle s'y est fait connaître par ses activités philanthropiques. 

## Famille
Sophie est la fille du marquis François Barbé-Marbois (1745-1837), intendant de Saint-Domingue et ministre français, et de son épouse Elizabeth Moore (1765-1834), elle-même fille de William Moore (1735-1795), gouverneur de Pennsylvanie (1781-1782). 
En 1802, Sophie épouse Anne-Charles Lebrun (1775-1859), gouverneur de Hollande (1811-1813) et fils aîné de Charles-François Lebrun (1739-1824), Troisième consul de France (1799-1804).
De cette union malheureuse, qui se termine par une séparation, naît une fille, Élisa (1804-1837), restée célibataire.

## Biographie
Née aux États-Unis, Sophie de Marbois épouse Anne-Charles Lebrun en 1802 mais le couple s'entend mal et finit par se séparer après avoir donné naissance à une fille. Après avoir longtemps tenu salon à Paris, Sophie s'installe en Italie pour vivre avec le prince de Belgiojoso tandis que son mari est nommé par Napoléon Ier gouverneur de Hollande.
Après la chute du Premier Empire, Sophie choisit de quitter la France, par haine des Bourbons et refus de rejoindre son mari. Ardente philhellène, elle s'installe en Grèce avec sa fille en 1830. Les deux femmes résident d'abord à Nauplie avant de partir à Athènes. En 1836, Sophie et sa fille partent pour un voyage dans l'Empire ottoman mais Élisa contracte la peste à Beyrouth et meurt l'année suivante. Ayant fait embaumer le corps de sa fille, Sophie le ramène à Athènes et le place dans son palais (qui abrite aujourd'hui le musée byzantin et chrétien).
Personnalité excentrique, Sophie se convertit au judaïsme et finance la construction de la synagogue de Chalcis. En 1846, Sophie est capturée par des klephtes mais est bientôt libérée, ce qui faire dire qu'elle entretient elle-même des liens avec les bandits qui sévissent en Grèce.

## Dans la culture
- À Athènes, la station de métro Duchesse-de-Plaisance a été baptisée en l'honneur de Sophie.
- Le musée byzantin et chrétien d'Athènes est situé dans l'ancien palais de la duchesse de Plaisance. Entre décembre 2010 et février 2011, il a consacré à la duchesse une exposition intitulée « The Duchess of Plaisance: The History Behind the Myth ».